# Pulau Saumang (ö i Indonesien, lat -3,13, long 100,31)
Pulau Saumang är en ö i Indonesien.   Den ligger i provinsen Sumatera Barat, i den västra delen av landet, 800 km väster om huvudstaden Jakarta. Arean är 2,3 kvadratkilometer.
Terrängen på Pulau Saumang är mycket platt. Öns högsta punkt är 27 meter över havet. Den sträcker sig 2,0 kilometer i nord-sydlig riktning, och 1,8 kilometer i öst-västlig riktning.  I omgivningarna runt Pulau Saumang växer i huvudsak städsegrön lövskog.